# Puromac
Puromac es un podcast de tecnología que se centra en los productos de Apple. Es conducido por Federico Hatoum y Flavio Guinsburg, desde Santa Mónica y Miami respectivamente. El podcast surgió de la idea de Flavio de grabar las conversaciones sobre tecnología que tenía con Federico por Skype. El podcast se encuentra en el directorio de iTunes bajo la categoría Tech News.

## Descripción
Los temas tratados en el podcast están relacionados con los equipos Mac,  Los iPhones, iPods y iPads y los productos Apple en general. También se incluyen temas relacionados con Microsoft, Google, Adobe, Android, entre otros. Durante sus inicios emitía dos episodios semanales de 30 minutos. Actualmente emite un episodio semanal de una hora.
Los episodios de Puromac se dividen en: 
- Puromac ###: Episodios regulares de Puromac, suelen superar la hora de duración.
- Puromac Noticias: Se emiten cuando se presentan nuevos productos de Apple, En la WWDC (World Wide Developers Conference) O Un Apple Special Event (Evento Especial De Apple), entre otros momentos.
- Puromac Preguntas: Se responden preguntas enviadas por los oyentes a través de un contestador automático en Skype. El último episodio de Puromac Preguntas fue realizado en 2011. Desde entonces no hay indicios de que se realicen más episodios. El contestador de Skype está, actualmente, inactivo.

## Incorporación del Podcast a 5by5
Fede y Flavio han anunciado en el podcast 287 (Publicado en marzo de 2014) que se incorporan a la cadena de podcasting 5by5. En palabras de ellos "Nada cambiara, Somos los mismos de siempre", Debido a este cambio han estrenado un nuevo logo, mucho más colorido. Además de este cambio, ahora el programa pasa a tener un formato fijo semanal, y además cuenta con patrocinadores.

## Puromac 300
Para celebrar los 300 programas, Realizaron algo especial: Realizaron una versión en vídeo donde recopilaron, junto a la ayuda de los oyentes, momentos divertidos y curiosos de los primeros 200 programas. Esto, en realidad, se pretendía realizar en la edición 200, pero por varios motivos no pudieron concluirlo a tiempo, de ahí viene en nombre de este episodio: Puromac 300: 300 es el 200. Fue la primera vez que realizaron un pódcast en vídeo, pero no la primera vez que se los ve juntos en vídeo, la primera ocasión en la que se los puedo observar fue en la prueba de la Beta de FaceTime para Mac OS X.